# Volo Lufthansa 540
Il volo Lufthansa 540 era un volo di linea passeggeri internazionale operato da un Boeing 747-100 con partenza a Francoforte sul Meno, Germania, destinazione a Johannesburg, Sudafrica, e scalo a Nairobi, Kenya; quel giorno trasportava 157 persone (140 passeggeri e 17 membri dell'equipaggio). Il 20 novembre 1974, l'aereo precipitò e prese fuoco poco dopo il decollo dall'aeroporto internazionale Jomo Kenyatta di Nairobi. Questo fu il primo incidente con vittime per famiglia dei Boeing 747.

## Aereo ed equipaggio
L'aereo, un Boeing 747-130 registrato D-ABYB e nominato Hessen, fu il secondo 747 dato in dotazione alla compagnia. Effettuò il suo primo volo il 30 marzo 1970 e fu consegnato a Lufthansa il 13 aprile dello stesso anno. L'aeromobile era alimentato da quattro motori turboventola Pratt e Whitney JT9D-7. Il quadrimotore aveva accumulato 16.781 ore di volo al momento dell'incidente.
L'equipaggio era composto dal 53enne capitano Christian Krack (10.000 ore di volo, di cui 1.619 nei 747), il 35enne primo ufficiale Joachim Schacke (3.418 ore di volo, con oltre 2.000 nei 747) e il 51enne ingegnere di volo Rudi Hahn (13.000 ore di volo).

## L'incidente
Durante la corsa di decollo dalla pista 24 dell'aeroporto Jomo Kenyatta, a Nairobi, i piloti sentirono forti vibrazioni provenire dalle ali del velivolo, ma non fermarono la manovra. Dopo aver lasciato il terreno, durante la retrazione del carrello di atterraggio, l'aeromobile iniziò a scendere e nel cockpit cominciò a risuonare l'allarme di stallo. Il Boeing continuò la discesa e, a circa 3 700 piedi (1 100 m) dalla fine della pista, si schiantò su una strada. L'ala sinistra esplose e il fuoco si propagò nella fusoliera. Morirono 55 dei 140 passeggeri e 4 dei 17 membri dell'equipaggio. La maggior parte morì a causa delle ferite riportate nell’impatto; undici di loro perirono a causa delle fiamme e, tra essi, solo due erano in condizione di fuggire.

## Le indagini
La causa dell'incidente è stata determinata essere lo stallo aerodinamico causato dalla posizione retratta degli slat sul bordo anteriore dell'ala. Nonostante i flap sul bordo posteriore fossero schierati, la mancata estensione degli slat fece aumentare la velocità di stallo e diminuire l'angolo massimo di attacco. Di conseguenza, l'aereo non fu in grado di uscire dal cosiddetto "effetto suolo". Si scoprì che l'ingegnere di volo aveva dimenticato di aprire le valvole dell'aria degli slat, come richiesto nella lista di controllo pre-volo. Ciò precluse l'aria dal fluire verso il sistema pneumatico che, nel 747-100, permetteva l'azionamento gli slat. Il sistema di allarme di decollo, che avrebbe risuonato nel caso di mancata estensione degli ipersostentatori, non aveva un allarme separato per la non apertura della valvola pneumatica.
La posizione errata di tali dispositivi sarebbe dovuta essere indicata da alcune spie gialle: una per il pilota e otto per l'ingegnere di volo. Tuttavia, entrambi i membri dell'equipaggio dichiararono in tribunale che queste luci rimasero verdi.
Furono formulate tre possibili ipotesi per spiegare questa incoerenza: 
1. il sole del mattino, accecando l'equipaggio nella cabina di pilotaggio, ostacolò la percezione del colore;
2. un difetto di fabbricazione causò la presenza di luci verdi anziché gialle nonostante gli slat retratti;
3. l'equipaggio mentì.

Nessuna di queste poté essere definitivamente dimostrata. L'equipaggio fu accusato di non aver eseguito la checklist pre-decollo in modo soddisfacente, ma il rapporto sugli incidenti criticò la mancanza di adeguati sistemi di allarme che avrebbero potuto avvisare l'equipaggio del problema. Al tempo, furono segnalati altri due episodi simili, ma in quei casi i piloti riuscirono a recuperare il velivolo in tempo. Dopo questo terzo incidente, la Boeing aggiunse sistemi per avvertire i piloti della non apertura della valvola pneumatica prima del decollo.
Il capitano Krack e l'ingegnere di volo Hahn furono allontanati da Lufthansa poco dopo l'accaduto, ma tali licenziamenti furono annullati da un tribunale del lavoro poiché non erano disponibili rapporti di indagine che escludevano le possibilità di un difetto tecnico.
L'ingegnere di volo Hahn fu accusato di negligenza, ma fu assolto nel 1981.